# Etea
|  | No s'ha de confondre amb Etea (Tessàlia). |

Etea (grec antic: Αἰθαῖα; gentilici Αἰθαιεύς, català eteu) va ser una ciutat de Messènia de localització desconeguda.
Tucídides l'esmenta, i diu que els seus habitants, juntament amb els ilotes i els periecs de Túria es van revoltar contra Esparta l'any 464 aC.